# 溫戈 (肯塔基州)
溫戈（英語：Wingo）是一個位於美國肯塔基州格雷夫斯縣的城市。

## 地方資料
根據2020年美國人口普查的數據，溫戈的面積為2.54平方千米，當中陸地面積為2.53平方千米，而水域面積為0.01平方千米。當地共有人口573人，而人口密度為每平方千米225.59人。